# Ophiorrhiza tomentosa
Ophiorrhiza tomentosa là một loài thực vật có hoa trong họ Thiến thảo. Loài này được Jack ex Roxb. mô tả khoa học đầu tiên năm 1824.